# 虹の架け橋 (アイドルグループ)
虹の架け橋（にじのかけはし）は、宮城県仙台市を拠点に活動する夢や希望を応援する 日本の女性アイドルグループ。グループ名で活動しているが、2015年2月以降は実態としてメンバー1人のソロアイドルとなっている。仙台発全国区アイドルを目指している。通称は虹架け。

## 略歴
様々な夢や希望を応援するアイドルユニットとして、2013年8月よりメンバー3名でプロジェクト始動。同年10月よりステージ展開が開始された。仙台圏はもとより首都圏、中京圏などのライブハウス、商業施設等のイベントやライブに積極的に出演するなど、七色に輝くメンバーを探しながら「素敵拡大計画」を実施。全国選抜LIVE 北海道・東北ブロック優勝を経て、世界最大級のアイドルフェスTOKYO IDOL FESTIVAL 2017、TOKYO IDOL FESTIVALオンライン2020に出演。また、15万人来場規模のヨコハマカワイイパレード・カワイイパーク2018、2019(2年連続)へ出演。その他、TV・ラジオ・雑誌などメディアへの出演や掲載などもローカルアイドルとしては多数あり。地元仙台では、24時間TV、泉区民ふるさと祭りでは3年連続出演や仙台西公園花見協賛会公式ブログ担当に４年連続で就任している。

### デビュー初期
2013年10月19日、仙台のライブハウス HooK SENDAIでちぃがデビュー。2013年11月4日、初の東京遠征（初台DOORSなど）で、すぅが16日遅れてデビューした 。当初はメンバー3名であったが、最終的には7名にする構想で、デビュー後もメンバー募集を行っていた。しかしながら、新メンバー加入は1人にとどまり、逆にメンバー3人の脱退が続いた結果、2014年7月には事実上最年少メンバーのすぅ1人が残る形となってしまい、活動停止に追い込まれた。

### 活動停止期間
運営は活動停止後も新メンバーや練習生を公募する告知を行い、活動再開に意欲を見せた。また1人残った涼花（すぅ）は2014年10月から、せんだい泉エフエム放送の番組にレギュラー出演するなど始めた。また同月16日には「虹の架け橋 Official Blog」において「皆様へ」と題し、運営社長との意見の衝突、今後の不安とストレス、メンバーからの暴言、楽屋や練習中に精神的に追い詰められる出来事、ドクターストップがかかる程何度も体調を崩したこと、元メンバーのTwitterに事実無根の悪口が書かれてあったこと、それによる人間不信、ファンからの非難等の苦痛等、多くの苦痛を伴ったことを赤裸々に語った。社長との激しい口論、つかみ合い、押さえつけ等があったとしながらも「何日もかけて、お互いに納得がいくまで話し合い、本音でぶつかり合い、虹架けを本気でやっているという気持ちがより、分かり合えました。」と語り、ファン、関係者に心配をかけた事を詫び、自分を信じてくれる人たちへの感謝を伝えるとともに、「運営の判断、指示に従いこれからも夢に向かって頑張ります」と語った。

### 活動再開後
約7か月の活動停止期間を置いて2015年2月14日に涼花1人だけで虹の架け橋としての活動を再開した。涼花はブログに「2月14日からまた、虹の架け橋のメンバーとなりました！！まだ私一人なんですが」と綴った。2015年4月28日には、ブログ上で自身のバセドウ病について告白。医者からは、ストレスや負担のかかるアイドル活動は無理なのではないかと言われ、事務所と何度も話し合い悩んだが、虹架けをやっていきたい思い・チャンスや時間は今しかないとの思いで、今後も続けていくつもりだと語った。「何かとお騒がせの涼花、虹の架け橋ですが、こりない、諦めない、笑顔でマイペースで進んで行くので、これからもよろしくお願いします」と結んでいる。

## メンバー

### 現メンバー
| メンバー名 | 愛称 | 生年月日 | イメージカラー | 活動期間    | 備考                  |
| ---------- | ---- | -------- | -------------- | ----------- | --------------------- |
| 涼花       | すぅ | 11月19日 | 水色           | 2013年8月 - | 元Sweet Darling候補生 |

### 旧メンバー
| メンバー名（愛称） | 生年月日 | イメージカラー | 活動期間             | 備考                    |
| ------------------ | -------- | -------------- | -------------------- | ----------------------- |
| ちぃ               |          | 桃色           | 2013年10月-2014年2月 | 元Sweet Darlingメンバー |
| ゆぅ               |          | 紫色           | 2013年10月-2014年4月 | 元Sweet Darlingメンバー |
| あさみ             |          | 緑色           | 2014年4月-2014年7月  |                         |

## ディスコグラフィ

### シングル
- 2014/01/24(金) 1st single『虹の架け橋』(全3曲収録)
- 2015/07/24(金) 2nd single『プリズム』(全3曲収録)
- 2015/11/19(木) 3rd single『To the future!!』(全3曲収録)
- 2017/07/22(土) 4th single『虹色パンチ！』(全2曲収録)
- 2018/08/29(水) 5th single『ラムネ色パラダイス！』(全3曲収録)
- 2019/11/19(火) 6th single『I'm me』[9](CD-R限定版/全4曲収録)※虹の架け橋[BLACK]名義
- 2020/6/10(水) 7th single『ラムネ色パラダイス！(Re:rec Ver.)』[10](全2曲収録)※WEB販売限定CD-R盤
- 2020/07/10(金)  8th single『特大級のフルスイング！』[10](全2曲収録)※WEB販売限定CD-R盤

## ライブ・イベント
- 2014年6月 東北最大規模のアイドルフェス『Girls-natioN'14』に出演。
- 2015年6月 日本最大級のバリアフリー ミュージックフェス『とっておきの音楽祭 in 仙台』に出演。
- 2015年6月 日本三景松島での初のミュージックフェス『松島パークフェスティバル』に出演。
- 2015年9月 バリアフリー ミュージックフェス『とっておきの音楽祭in 山形』に出演。
- 2015年12月 仙台市地下鉄東西線開業記念イベント『まってました誕生祭』に出演
- 2016年5月 ニッポン放送主催 日比谷公園『ミュージックパーク 2016』に出演。
- 2016年5月 ※上記イベント他、仙台/名古屋/郡山/東京都内を含むGW 連続10日間ツアー慣行。
- 2016年8月 ミヤギテレビ主催　仙台勾当台市民広場『24時間テレビ39』イベントへ出演。(円形公園ステージ）
- 2016年8月 仙台泉中央駅前『仙台市泉区民ふるさと祭り』に出演。
- 2017年4月 TOKYO IDOL PROJECT主催『TIF2017全国選抜LIVE×ミュージックパーク』北海道・東北ブロック最終選にて優勝、『TOKYO IDOL FESTIVAL 2017』の出演権を獲得。[11][12]
- 2017年8月 TOKYO IDOL PROJECT主催『TOKYO IDOL FESTIVAL 2017』出演。
- 2017年8月 ミヤギテレビ主催　仙台勾当台市民広場『24時間テレビ40』イベントへ出演。(円形公園ステージ）
- 2017年8月 仙台泉中央駅前『仙台市泉区民ふるさと祭り』に出演。
- 2018年5月 横浜市15万人規模来場の『ヨコハマカワイイパレード』『ヨコハマカワイイパーク』に出演。[13]
- 2018年8月 ミヤギテレビ主催　仙台勾当台市民広場『24時間テレビ41』イベントへ出演。(円形公園ステージ）
- 2018年8月 仙台泉中央駅前『仙台市泉区民ふるさと祭り』に出演。
- 2019年5月 横浜市『ヨコハマカワイイパレード』『ヨコハマカワイイパーク』に出演[14]。同イベントの応援大使も勤める。
- 2019年5月 TOKYO IDOL PROJECT主催『TIF2019全国選抜LIVE 北海道・東北ブロック in SAPPORO』にて北海道・東北エリアでの3位を獲得。
- 2019年8月 ミヤギテレビ主催　仙台勾当台市民広場『24時間テレビ42』イベントへ出演。(円形公園ステージ）
- 2019年8月 仙台泉中央駅前『仙台市泉区民ふるさと祭り』に出演。
- 2020年4月〜9月 楽天生命パーク宮城内EAGLE STAGEにてマンスリーで出演。
- 2020年1月 日刊スポーツ主催　横浜市アソビル『日刊スポーツ♡アイドルライブ in アソビル』に出演[15]。
- 2020年10月 TOKYO IDOL PROJECT主催『TOKYO IDOL FESTIVALオンライン2020』出演。

## メディア

### TV
- TBC東北放送『Nスタみやぎ』2014/6/19
- スカパー!/Ch.639『ミュージック☆エクスプレス』2016/10/14
- テレビ埼玉『ミュージック☆エクスプレス』2016/10/16
- 宮城ケーブルテレビ マリネット『プッシュ！』2017/4/8
- TOKYO MX1『楽遊の高層アイドル!!』2017/6/2
- TOKYO MX1『楽遊の高層アイドル!!』2017/7/7
- CSフジテレビNEXT『TOKYO IDOL FESTIVAL2017 SPエディション』2017/9/1

- テレビ神奈川『関内デビル』2018/11/20

### ラジオ
- 塩釜ベイウェーブ 『虹架けすぅのhappy Time♪』[16]2020.4.7~ 虹の架け橋メンバー すぅによる番組

### 雑誌
- 仙台Walker(’14年度版/発行:KADOKAWA) 発行/発売日：2014/03/29
- ブブカ[BUBKA](’16年4,5月号/発行:白夜書房) 発行/発売日：2016/02/29、2016/03/31
- BOMB[ボム](’17年7月号/学研プラス) 発行/発売日：2017/06/09
- 楽遊IDOL PASS(Vol.4/発行:アドサプライズ) 発行/発売日：2017/06/17
- 週刊プレイボーイ(No.33[’17年8/14号]/集英社) 発行/発売日：2017/7/31
- IDOL FILE(Vol.08/シンコーミュージック・エンタテイメント/ロックスエンタテインメント) 発行/発売日：2018/4/6
- せんだいタウン情報 S-style('18年11月号/プレスアート)
- せんだいタウン情報 S-style('19年1月号/プレスアート)